# Belvosia
Belvosia es un género de dípteros de la familia Tachinidae, categorizado en la tribu Goniini. Fue descrito por André Jean Baptiste Robineau-Desvoidy en 1830.

## Especies
- Belvosia adrianguadamuzi Fleming & Woodley, 2023[6]
- Belvosia aldrichi (Townsend, 1931)[7]
- Belvosia anacarballoae Fleming & Woodley, 2023[6]
- Belvosia analis Macquart, 1846[8]
- Belvosia angelhernandezi Fleming & Woodley, 2023[6]
- Belvosia ansata Reinhard, 1951[9]
- Belvosia argentifrons Aldrich, 1928[10]
- Belvosia auratilis Reinhard, 1951[9]
- Belvosia auripilosa (Blanchard, 1954)[11]
- Belvosia aurulenta (Bigot, 1888)[12]
- Belvosia australis Aldrich, 1928[10]
- Belvosia barbosai (Cortés & Campos, 1971)[13]
- Belvosia bella Giglio-Tos, 1893[14]
- Belvosia bicincta Robineau-Desvoidy, 1830
- Belvosia biezankoi (Blanchard, 1961)
- Belvosia bifasciata (Fabricius, 1775)[15]
- Belvosia borealis Aldrich, 1928[10]
- Belvosia bosqi (Blanchard, 1954)[11]
- Belvosia brigittevilchezae Fleming & Woodley, 2023[6]
- Belvosia bruchi (Blanchard, 1954)[11]
- Belvosia calixtomoragai Fleming & Woodley, 2023[6]
- Belvosia canadensis Curran, 1927[16]
- Belvosia canalis Aldrich, 1928[10]
- Belvosia carolinacanoae Fleming & Woodley, 2023[6]
- Belvosia catamarcensis Blanchard, 1954[11]
- Belvosia chaetosa (Blanchard, 1954)[11]
- Belvosia chiesai (Blanchard, 1954)[11]
- Belvosia ciliata Aldrich, 1928[10]
- Belvosia ciriloumanai Fleming & Woodley, 2023[6]
- Belvosia contermina (Walker, 1853)[17]
- Belvosia diniamartinezae Fleming & Woodley, 2023[6]
- Belvosia duniagarciae Fleming & Woodley, 2023[6]
- Belvosia duvalierbricenoi Fleming & Woodley, 2023[6]
- Belvosia eldaarayae Fleming & Woodley, 2023[6]
- Belvosia eliethcantillanoae Fleming & Woodley, 2023[6]
- Belvosia elusa Aldrich, 1926[18]
- Belvosia equinoctialis (Townsend, 1912)[19]
- Belvosia ferruginosa Townsend, 1895[20]
- Belvosia formosa Aldrich, 1928[10]
- Belvosia formosana (Blanchard, 1954)[11]
- Belvosia fosteri (Townsend, 1915)
- Belvosia freddyquesadai Fleming & Woodley, 2023[6]
- Belvosia frontalis Aldrich, 1928[10]
- Belvosia fuscisquamula (Blanchard, 1954)[11]
- Belvosia gloriasihezarae Fleming & Woodley, 2023[6]
- Belvosia guillermopereirai Fleming & Woodley, 2023[6]
- Belvosia harryramirezi Fleming & Woodley, 2023[6]
- Belvosia hazelcambroneroae Fleming & Woodley, 2023[6]
- Belvosia jorgehernandezi Fleming & Woodley, 2023[6]
- Belvosia josecortezi Fleming & Woodley, 2023[6]
- Belvosia joseperezi Fleming & Woodley, 2023[6]
- Belvosia keinoraragoni Fleming & Woodley, 2023[6]
- Belvosia lata Aldrich, 1928[10]
- Belvosia leucopyga Wulp, 1882[21]
- Belvosia lilloi (Blanchard, 1954)[11]
- Belvosia lugubris (Blanchard, 1954)[11]
- Belvosia luiciariosae Fleming & Woodley, 2023[6]
- Belvosia manni Aldrich, 1928[10]
- Belvosia manuelpereirai Fleming & Woodley, 2023[6]
- Belvosia manuelriosi Fleming & Woodley, 2023[6]
- Belvosia matamorosa Reinhard, 1951[9]
- Belvosia minorcarmoni Fleming & Woodley, 2023[6]
- Belvosia mira Reinhard, 1958
- Belvosia naccina Reinhard, 1975[22]
- Belvosia nigrifrons Aldrich, 1928[10]
- Belvosia obesula (Wulp, 1890)[23]
- Belvosia ochriventris (Wulp, 1890)[23]
- Belvosia odvaldoespinozai Fleming & Woodley, 2023[6]
- Belvosia omissa Aldrich, 1928[10]
- Belvosia pabloumanai Fleming & Woodley, 2023[6]
- Belvosia petronariosae Fleming & Woodley, 2023[6]
- Belvosia piurana Townsend, 1911[24]
- Belvosia pollinosa Rowe, 1933
- Belvosia potens (Wiedemann, 1830)[25]
- Belvosia proxima (Walker, 1853)[17]
- Belvosia recticornis (Macquart, 1855)[26]
- Belvosia ricardocaleroi Fleming & Woodley, 2023[6]
- Belvosia robertoespinozai Fleming & Woodley, 2023[6]
- Belvosia rostermoragai Fleming & Woodley, 2023[6]
- Belvosia ruficornis Aldrich, 1928[10]
- Belvosia rufifrons Blanchard, 1954[11]
- Belvosia ruthfrancoae Fleming & Woodley, 2023[6]
- Belvosia semiflava Aldrich, 1928[10]
- Belvosia sergioriosi Fleming & Woodley, 2023[6]
- Belvosia slossonae Coquillett, 1895[27]
- Belvosia smithi Aldrich, 1928[10]
- Belvosia spinicoxa Aldrich, 1928[10]
- Belvosia splendens Curran, 1927
- Belvosia tibialis (Blanchard, 1954)[11]
- Belvosia townsendi Aldrich, 1928[10]
- Belvosia unifasciata (Robineau-Desvoidy, 1830)
- Belvosia vanderwulpi Williston, 1886[28]
- Belvosia villaricana Reinhard, 1951[9]
- Belvosia vittata Aldrich, 1928[10]
- Belvosia wiedemanni Aldrich, 1928[10]
- Belvosia williamsi Aldrich, 1928[10]
- Belvosia willinki (Blanchard, 1954)[11]